# Fag

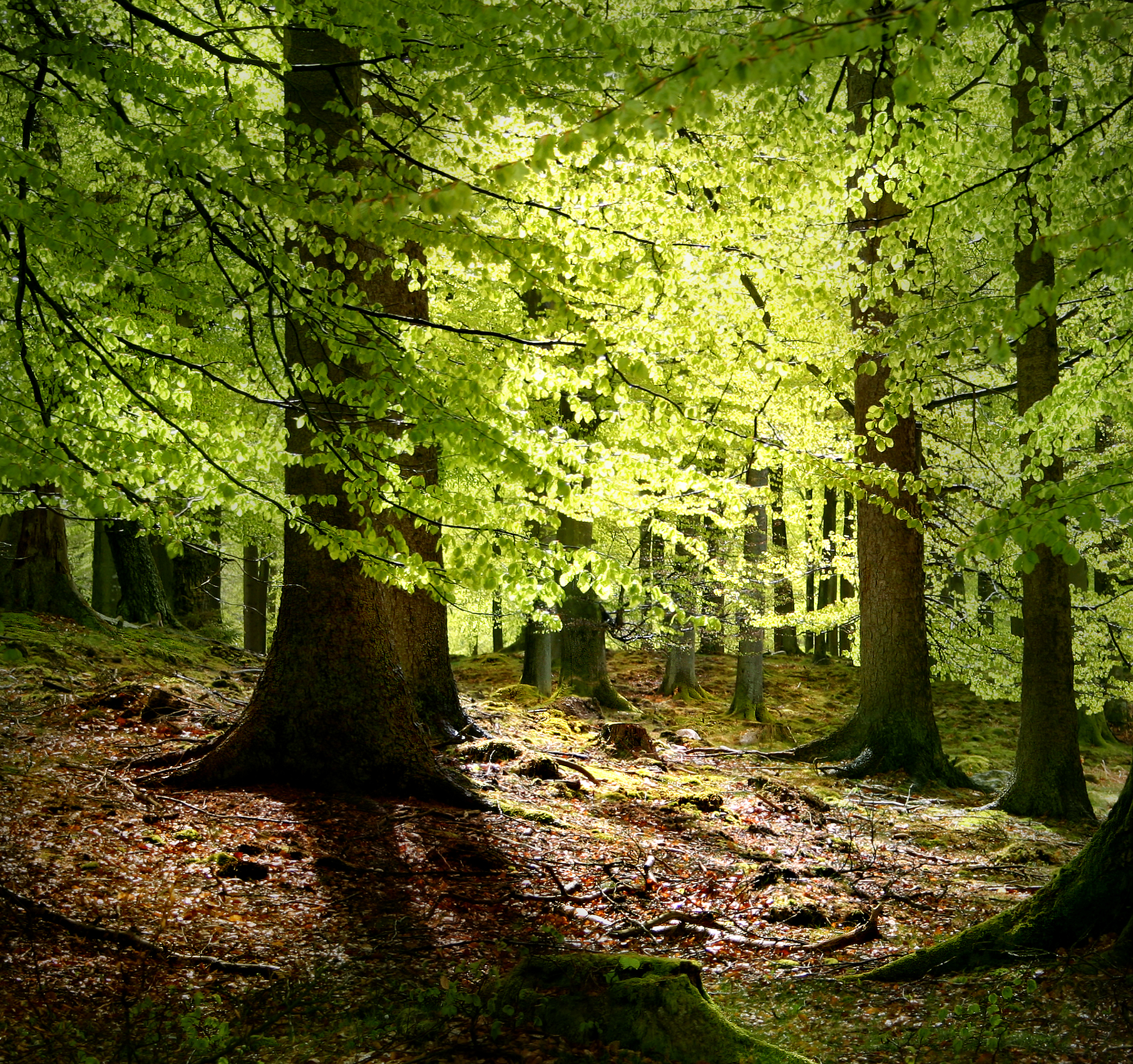
Pădure de fagi

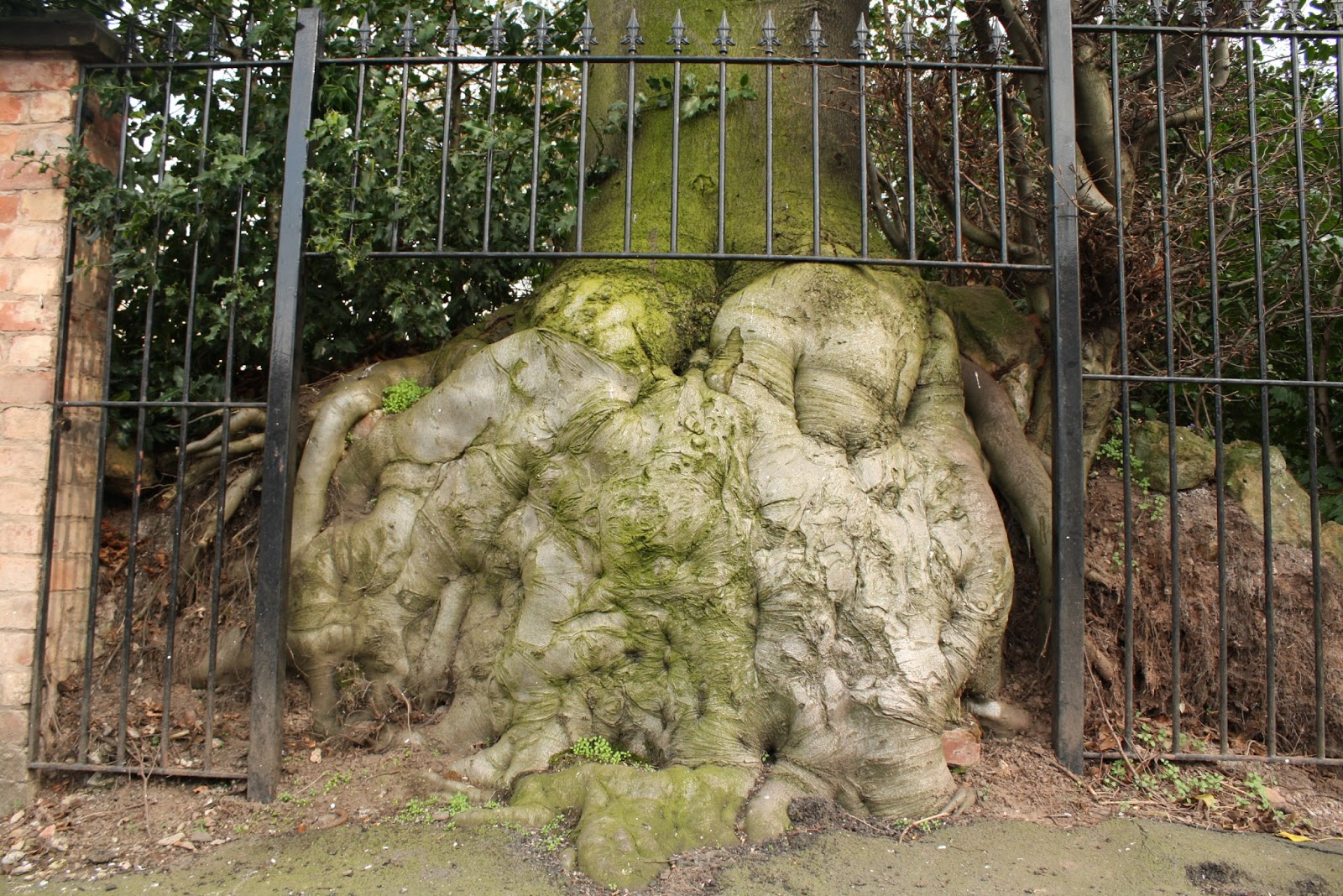
Rădăcinile mature ale unui fag în mediul urban

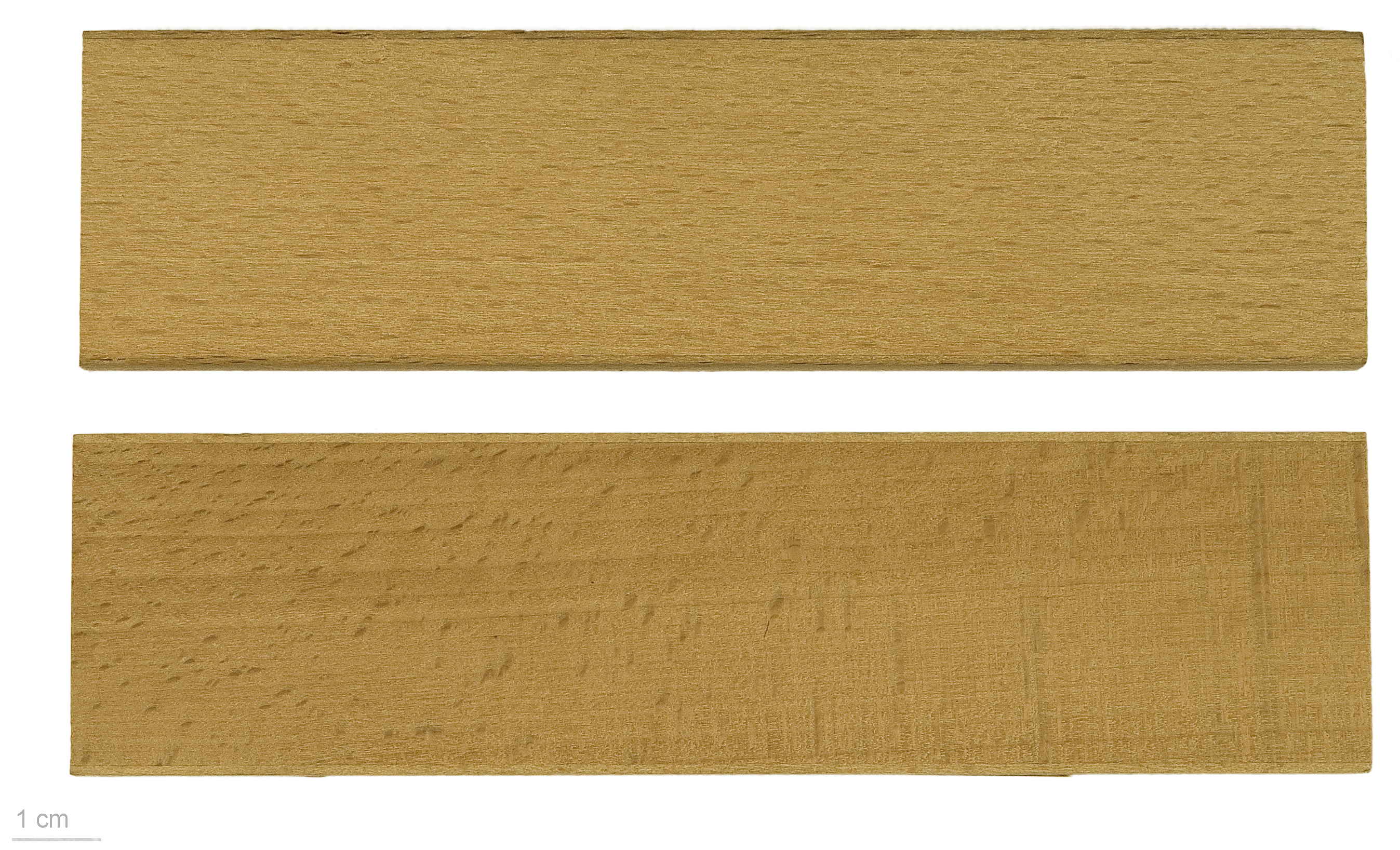
Fagus sylvatica

Fagul (Fagus sylvatica) este un arbore din zona temperată.

## Descriere
Acesta este un arbore de mărimea I, capabil de a ajunge la înălțimi de 40 m și 2 m diametrul trunchiului, deși de obicei el are 25–35 m înălțime și diametrul trunchiului până la 1,5 m. Este înalt, impunător, cu scoarța netedă, cenușie-albicioasă. Un puiet de 10 ani va avea circa 4 m înălțime. El are o durată de viață de la 150 la 200 de ani, deși uneori trăiește până la 300 de ani. Are muguri fusiformi, ascuțiți, iar frunzele în general ovale. Florile sunt unisexuate monoice. Fructul, numit jir, este o achena trimucheata, acoperită de o scoarță țepoasă. Înflorirea are loc în luna mai. Crește în special la deal și munte, dar poate fi întâlnit - sporadic - și la câmpie, mai ales în regiunile nordice ale României. În trecut forma o pădure întinsă din Carpați până departe în Rusia de astăzi, legată de ceea ce se numește acum Taigaua siberiană. Pădurea a fost înlocuită în zonele din nord de Nistru (Podolia) cu silvostepă, stepe și păduri relicte. În anumite regiuni din Bielorusia, Ucraina și Rusia se păstrează părți din acest codru străvechi. Fagul permite multor specii de plante mărunte să supraviețuiască în zonele în care predomină, formând, în cadrul așa-numitelor făgete, biotopuri bogate și pline de frumusețe.

## Răspândire
Deține un areal imens cuprinzând întreaga Europă, cu excepția Europei de Nord.
În Republica Moldova este înregistrat în partea nord-vestică a codrilor.

## Habitatul
Vegetează în pădurile revene. Clima și temperaturile variază, deși umiditatea trebuie să fie constantă. Deși nu este exigent la tipul de sol, fagul european are mai multe cerințe importante: o atmosferă umedă (precipitații bine distribuite pe tot parcursul anului și ceață frecventă) și sol bine drenat (acesta nu poate manipula apa stagnată excesiv).

## Utilizare

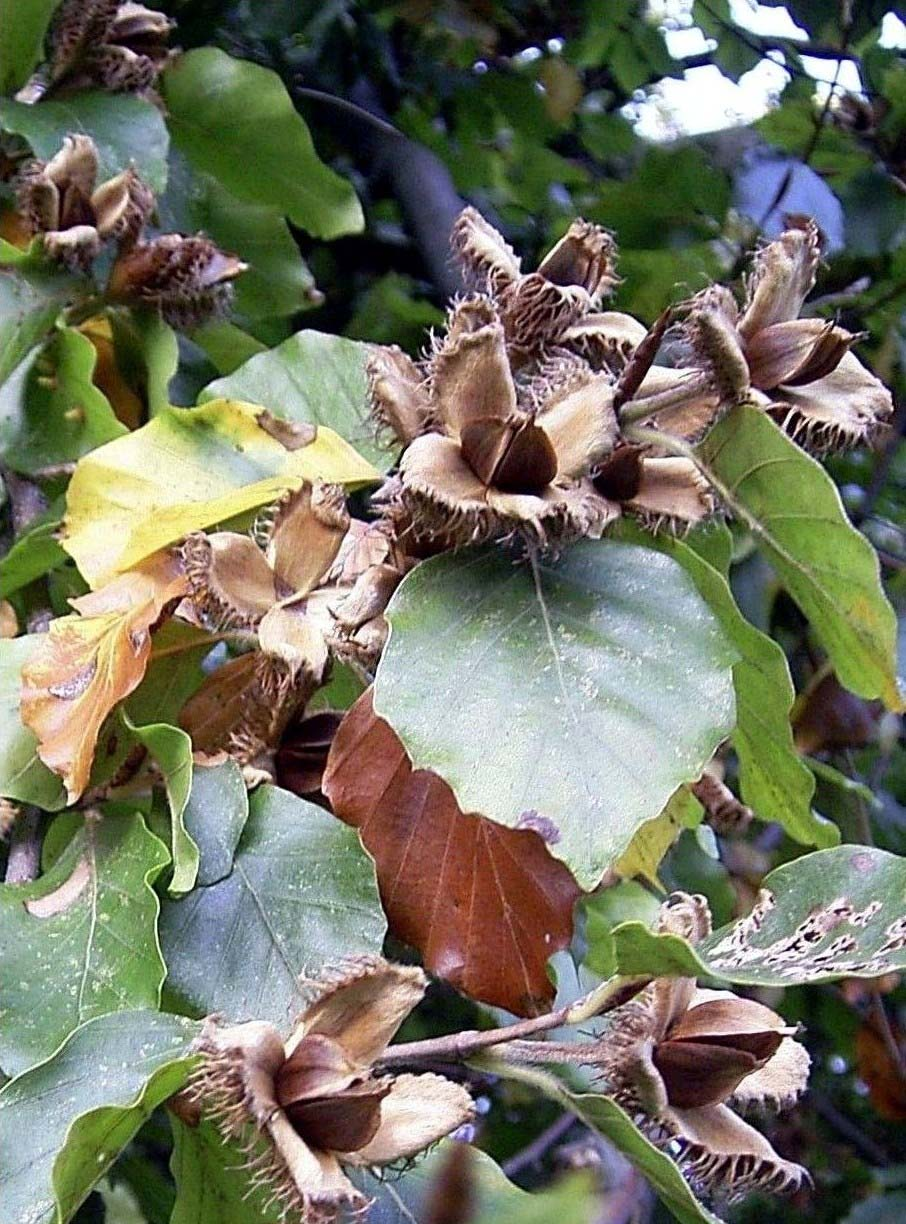
Jir

Jirul, fructul fagului, a fost utilizat încă din vechime pentru un anumit untdelemn, dar și pentru hrana porcilor (este foarte apreciat și de mistreți).
Coaja fagului este folosită ca febrifug și tonic amar, fiind unul dintre echivalenții europeni ai chininei, alături de scoarța de salcie.
Gudronul de fag se folosește în unele boli de piele, precum și la vindecarea afecțiunilor respiratorii sau la ameliorarea simptomelor acestora.
Lemnul de fag a fost și este mult apreciat. Ca lemn de foc el are o calitate deosebită, arzând cu fum puțin și la o temperatură destul de ridicată, fiind folosit în trecut în cuptoarele industriale, de pildă la producerea sticlei sau fierului. El a rămas mult apreciat atât în industria construcțiilor cât și în cea a mobilei, datorită rezistenței sale, fineții fibrelor și culorii plăcute.